# Pseudothyris sepulchralis
Pseudothyris sepulchralis är en fjärilsart som beskrevs av Jean Baptiste Boisduval 1832. Pseudothyris sepulchralis ingår i släktet Pseudothyris och familjen Thyrididae. Inga underarter finns listade i Catalogue of Life.